# Psychrophrynella chirihampatu
Psychrophrynella chirihampatu is een kikker uit de familie Strabomantidae. De soort komt voor in Peru.